# Horní Radouň

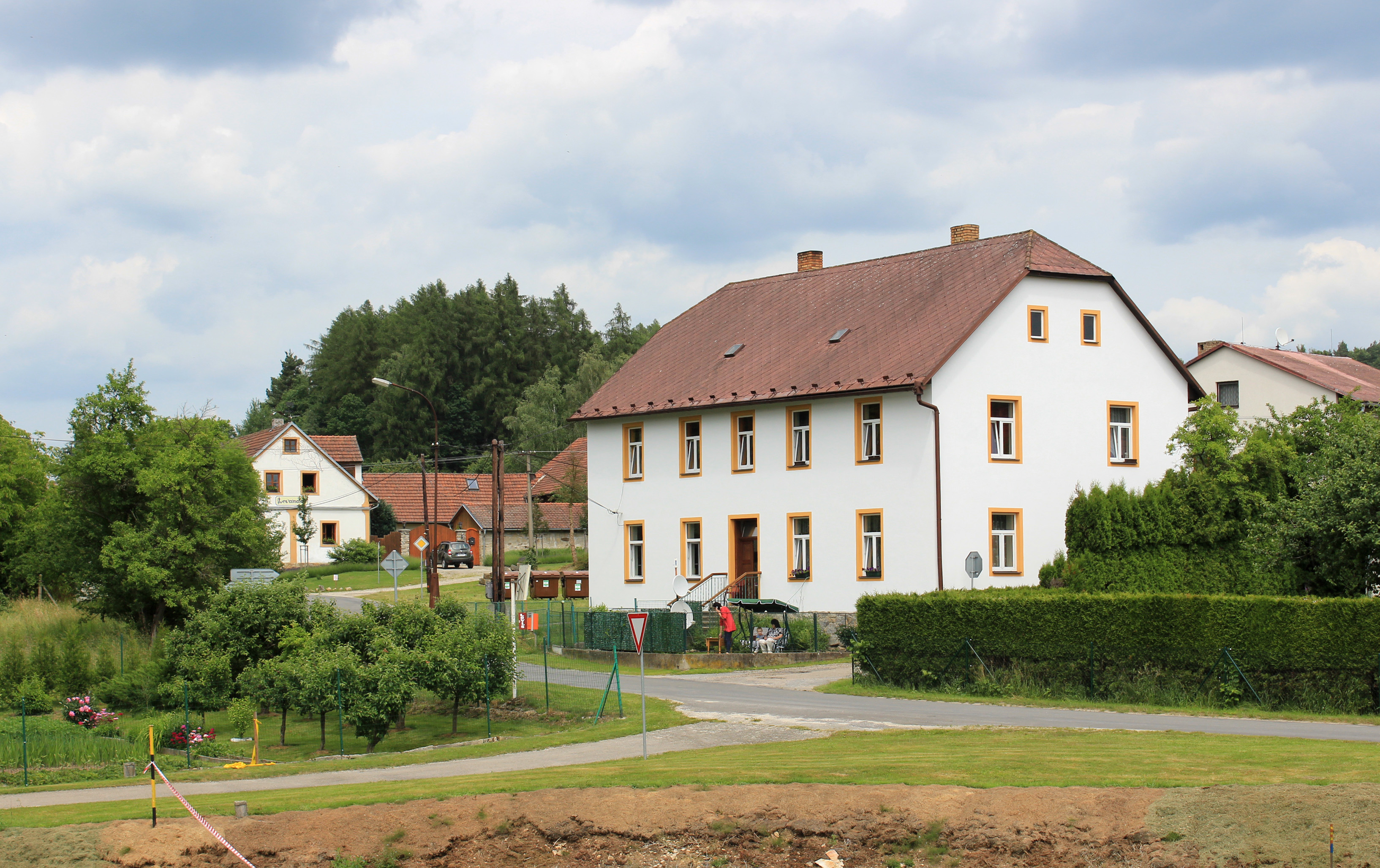
Dorfplatz

Horní Radouň (deutsch Ober Radaun) ist eine Gemeinde in Tschechien. Sie befindet sich 13 Kilometer nördlich von Jindřichův Hradec und gehört zum Okres Jindřichův Hradec.

## Geographie
Horní Radouň befindet sich im Süden der Böhmisch-Mährischen Höhe im Tal des Radouňský potok. Westlich erhebt sich der 692 m hohe Najdecké Čihadlo.
Nachbarorte sind Nový Bozděchov und Starý Bozděchov im Norden, Dívčí Kopy und Hadravova Rosička im Osten, Okrouhlá Radouň im Südosten, Kostelní Radouň im Süden, Najdek im Südwesten, Světce und Nedbalov im Westen sowie Rosička und Hladov im Nordwesten.

## Geschichte
Erstmals urkundlich erwähnt wurde das Dorf im Jahre 1487. Bis zur Aufhebung der Patrimonialherrschaften im Jahre 1848 war Horní Radouň zur Herrschaft Neuötting-Vtschelnitz zugehörig.
1960 wurden Starý Bozděchov und Okrouhlá Radouň eingemeindet, 1980 kam noch Kostelní Radouň hinzu.

## Gemeindegliederung
Die Gemeinde Horní Radouň besteht aus den Ortsteilen Bukovka (Bukowka), Horní Radouň (Ober Radaun), Nový Bozděchov (Neu Postiechow) und Starý Bozděchov (Alt Postiechow).
Das Gemeindegebiet gliedert sich in die Katastralbezirke Horní Radouň und Starý Bozděchov.

## Sehenswürdigkeiten
- Kapelle des Hl. Johannes von Nepomuk, errichtet im 19. Jahrhundert